# Jamie Perkins
Jamie Perkins (* 19. Januar 2005 in Sunshine Coast, Queensland) ist eine australische Schwimmerin, die eine olympische Goldmedaille gewann.

## Sportliche Karriere
Jamie Perkins schwimmt für den St Peters Western Swim Club in Brisbane.
Bei den Panpazifischen Juniorenmeisterschaften 2022 gewann Perkins Silber über 200 Meter Freistil, 400 Meter Freistil und 800 Meter Freistil sowie mit beiden Freistilstaffeln. Ende des Jahres schied sie bei den Kurzbahnweltmeisterschaften in Melbourne als 13. über 800 Meter Freistil im Vorlauf aus. Bei den Juniorenweltmeisterschaften 2023 in Netanja siegte Perkins über 400 Meter Freistil und wurde Zweite mit der 4-mal-200-Meter-Freistilstaffel. Eine weitere Goldmedaille erhielt sie für ihren Vorlaufeinsatz in der 4-mal-100-Meter-Freistilstaffel.
2024 bei den Olympischen Spielen in Paris trat Perkins zunächst über 400 Meter Freistil an und belegte den achten Platz. Die australische 4-mal-200-Meter-Freistilstaffel mit Lani Pallister, Jamie Perkins, Brianna Throssell und Shayna Jack schwamm die schnellste Vorlaufzeit. Im Finale waren Mollie O’Callaghan, Lani Pallister, Brianna Throssell und Ariarne Titmus siebeneinhalb Sekunden schneller als die Vorlaufstaffel und siegten mit 2,78 Sekunden Vorsprung vor dem Quartett aus den Vereinigten Staaten.